# 基督教社会党 (奥地利)
基督教社會黨（德語：Christlichsoziale Partei Österreichs，缩写为CS）是存在於1887年至1933年間的奥地利政黨，也是奧地利人民黨的前身。

## 歷史

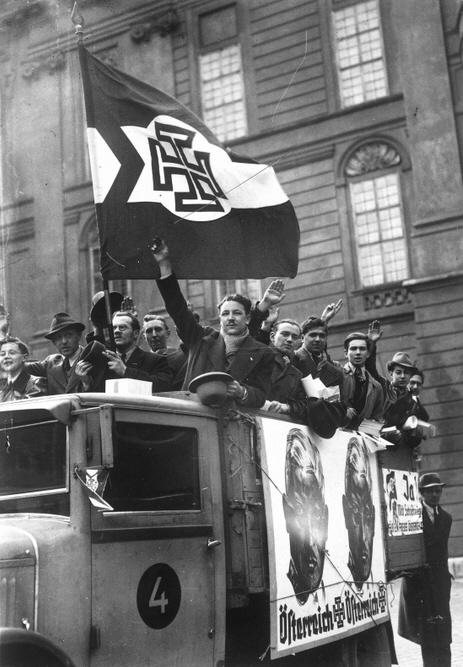
1934年的基督社會黨支持者

基督社會黨成立於1887年，其前身為基督社會運動組織以及基督社會工人協會，成員包括中小業主、天主教下層教士、政府官員、地主、信奉天主教的保守農民以及部份與其組織有依存關係並信奉天主教的工人。起初該黨路線極為保守，支持等級制度。（例如，引入學徒成師考試以及強迫商會成員加入該黨）其擁護奧匈帝國的政治表態換來了貴族及皇室的支持。該黨政治理念為反對工業化，反對資本主義。時任維也納市長的卡爾·呂格爾博士（Dr. Karl Lueger）為該黨制定了在政治上「反猶太主義」的綱領。這位後來曾經被希特勒稱為日爾曼民族偉大市長的呂格爾因推行「反猶太主義」被皇帝弗朗茨·约瑟夫（Franz Joseph）解除職務。呂格爾以所謂「在最後一個猶太人死掉之前，反猶太主義絕不會停止」來鼓吹其理念。此外，他還威脅要學習俄國，對猶太人進行迫害。
20世紀初，基督社會黨分裂為基督社會黨（Die Christlichsoziale Partei）和德意志國家黨。分裂後的基督社會黨維持了其天主教準則，德意志國家黨則走上反教權道路，然而，反猶太主義依然為雙方根深地固的共同理念。
1907年至1911年間，基督社會黨為帝國議會下院的最大黨，但隨後其多數優勢被奧地利社會民主工黨（Sozialdemokratische Arbeiterpartei（SDAPÖ））所取代。在一戰期間該黨擁護奧匈帝國，但戰後轉為支持建立奧地利第一共和國。1918年至1920年該黨同社會民主工黨（SDAPÖ）組成聯合政府，1920年作為最大黨轉而同大德意志人民黨（Großdeutschen Volkspartei）及鄉村同盟結盟，共同掌控政府公權。基督社會黨自1920年起佔據政府總理職務，1928年至1938年將總統職位也拿到手中。該黨於1929年曾試圖與保安團（Heimwehr）接近，但這種合作關係並不穩固，因此很快便重新與大德意志人民黨（Großdeutschen Volkspartei）及鄉村同盟聯合執政。
1933年該黨參與建立祖國前線黨（Vaterländischen Front （VF）），在整合入祖國前線黨（VF）之後，基督社會黨的原有組織解散。祖國前線黨具有反猶太主義特徵並帶有教權法西斯主義烙印。1933年至1938年兩位黨主席安格柏特道夫斯以及庫爾特舒施尼格主政期間，奧地利法西斯主義政權建立，直至1938年同納粹德國合併。